# Sutera
Sutera (hrv. sutera; lat. Sutera), biljni rod iz porodice Scrophulariaceae (strupnikovke), dio je tribusa Limoselleae, potporodica Scrophularioideae. 
Postoje najmanje 3 priznate vrste iz južne Afrike (po Kew–u 4); Sutera brunnea Hiern, sinonim je za Jamesbrittenia huillana (Diels) Hilliard.

## Opis
Jednogodišnje zeljasto bilje i trajnice. Tipična vrsta Sutera cordata (=Chaenostoma cordatum) je izdržljivi grm, zimzelena, ravna puzava pokrivačica tla s atraktivnim, okruglim, svijetlim lišćem, koja gotovo cijele godine nosi gomilu malih, zvjezdastih bijelih cvjetova s žutim središtem.

## Vrste
1. Sutera cooperi Hiern
2. Sutera foetida (Andrews) Roth ; tipična
3. Sutera griquensis Hiern